# Opel Astra
Pour les articles homonymes, voir Astra.
L’Astra est une berline compacte du constructeur automobile allemand Opel produite depuis 1991 en différentes carrosseries (3, 4 et 5 portes, break, utilitaire et cabriolet). L'Astra remplace la Kadett.

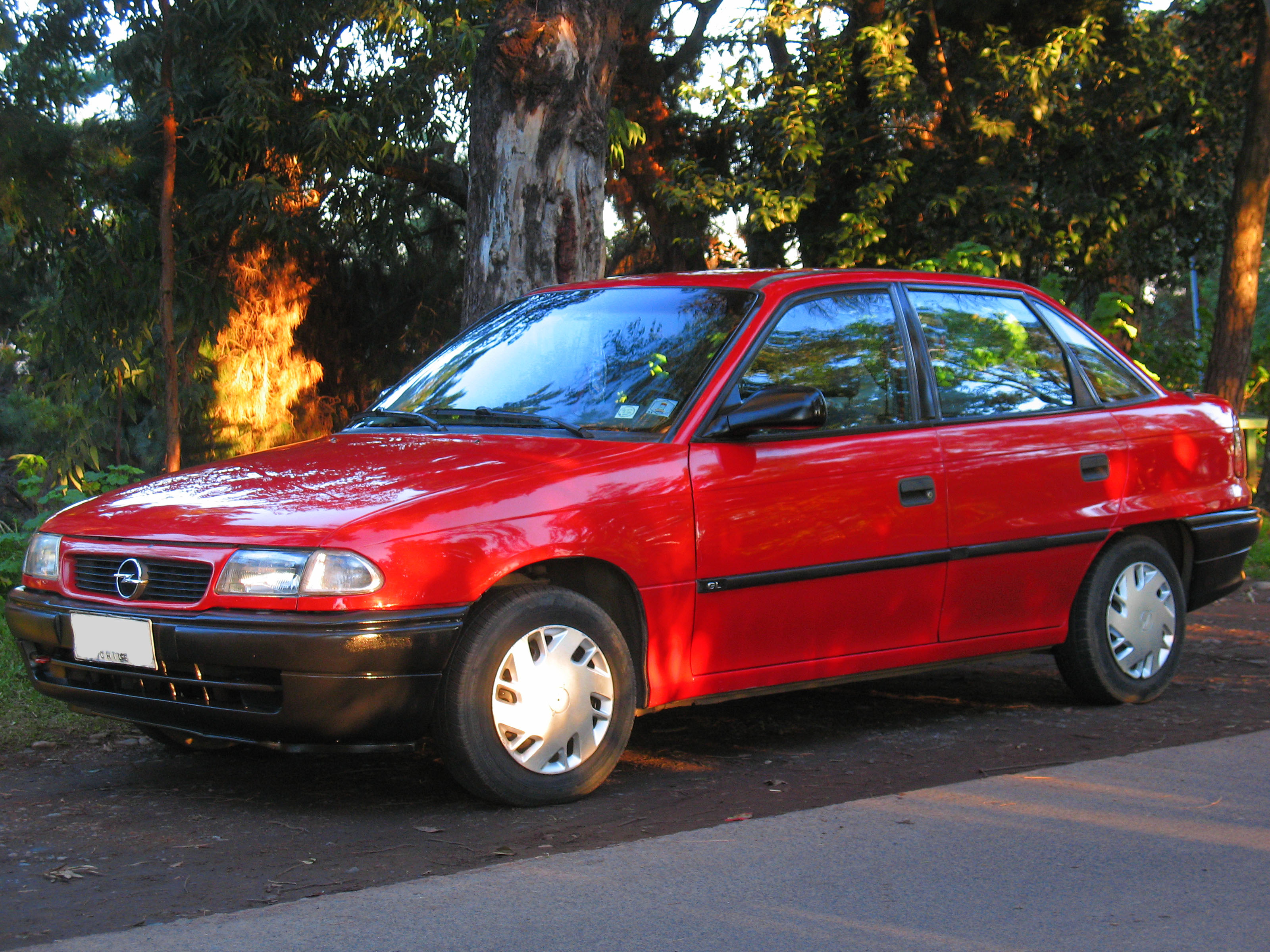
Opel Astra 3 (1991-1998)
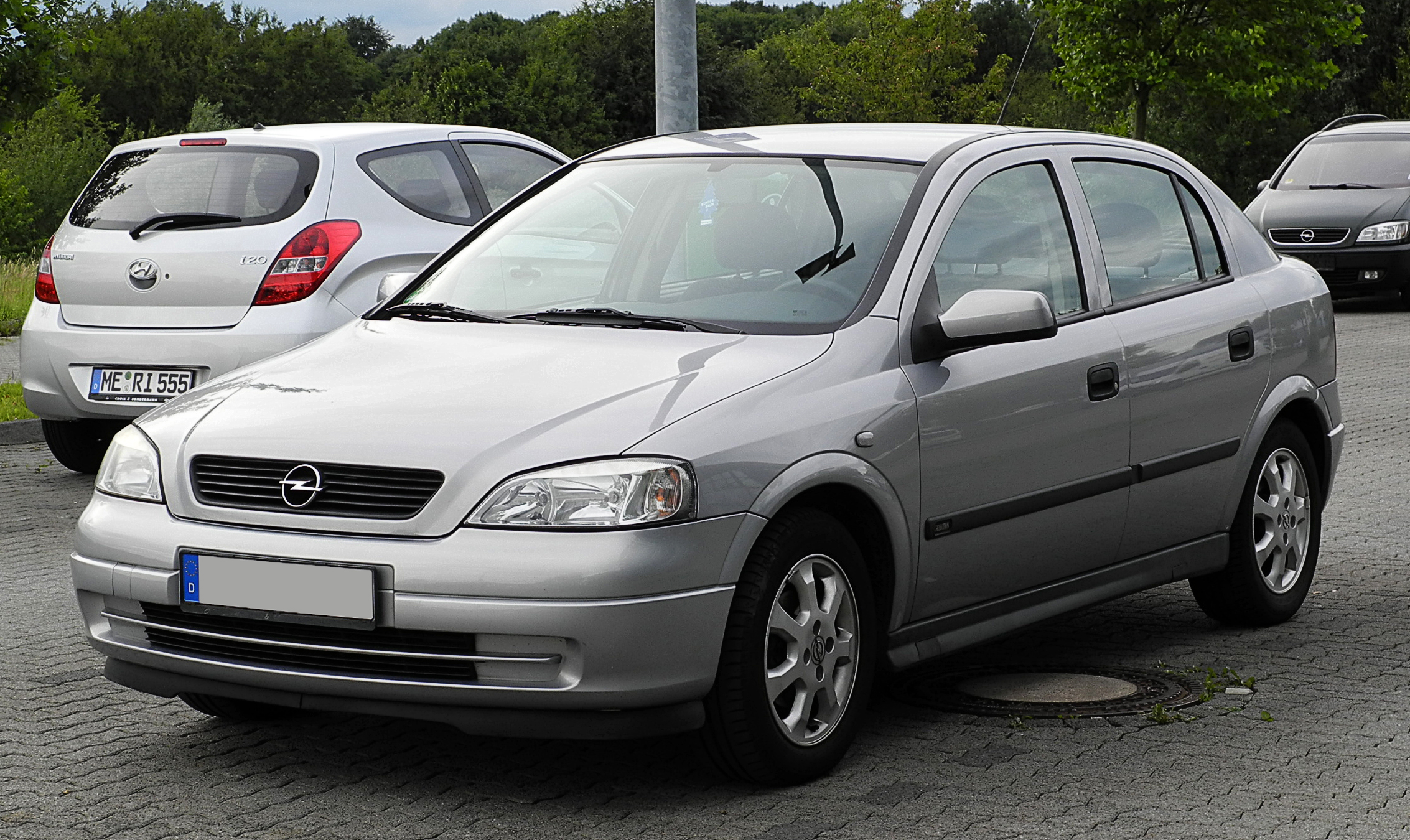
Opel Astra 4 (1998-2004)
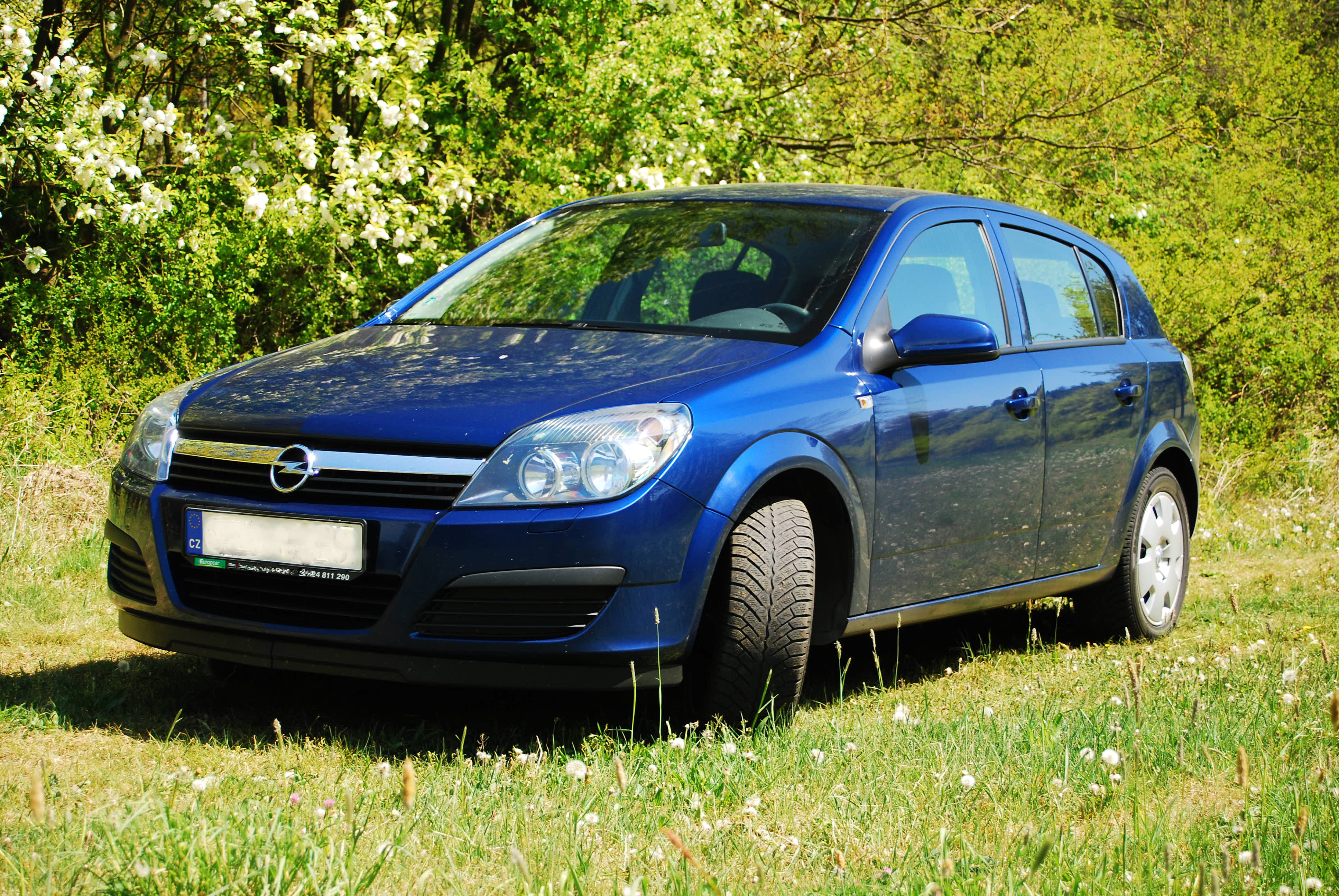
Opel Astra 5 (2004-2009)

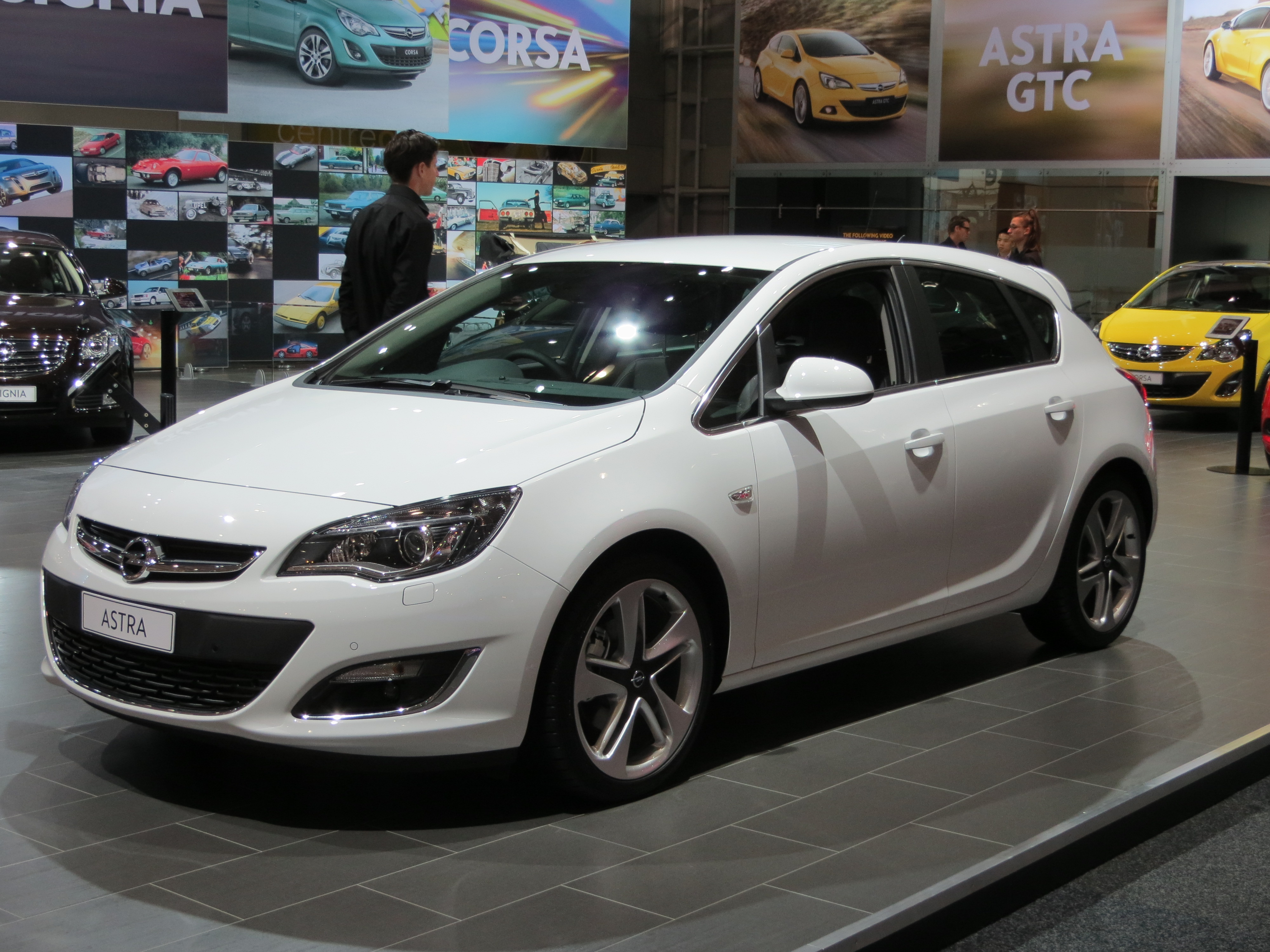
Opel Astra 6 (2009-2015)
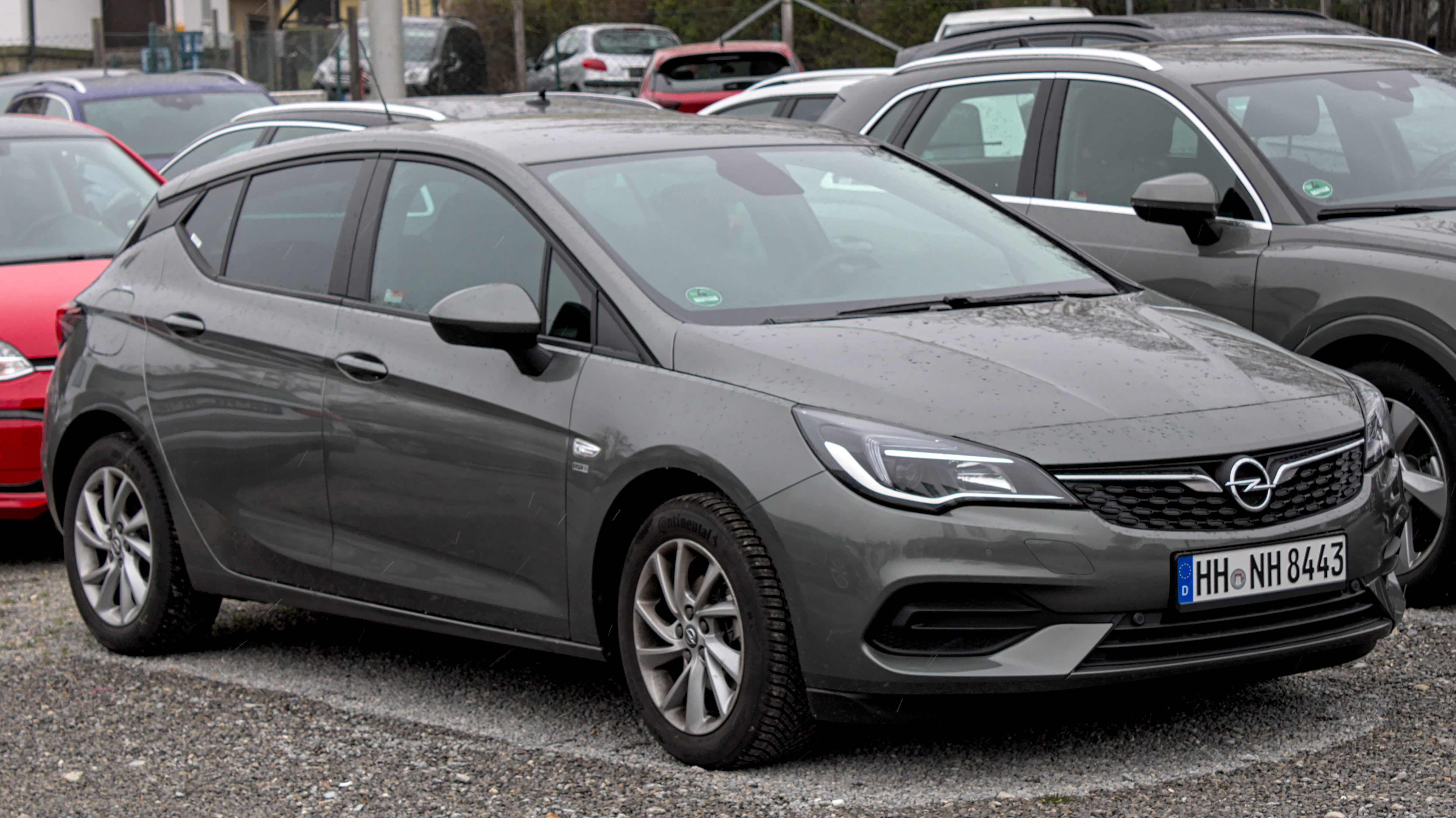
Opel Astra 7 (2015-2021)
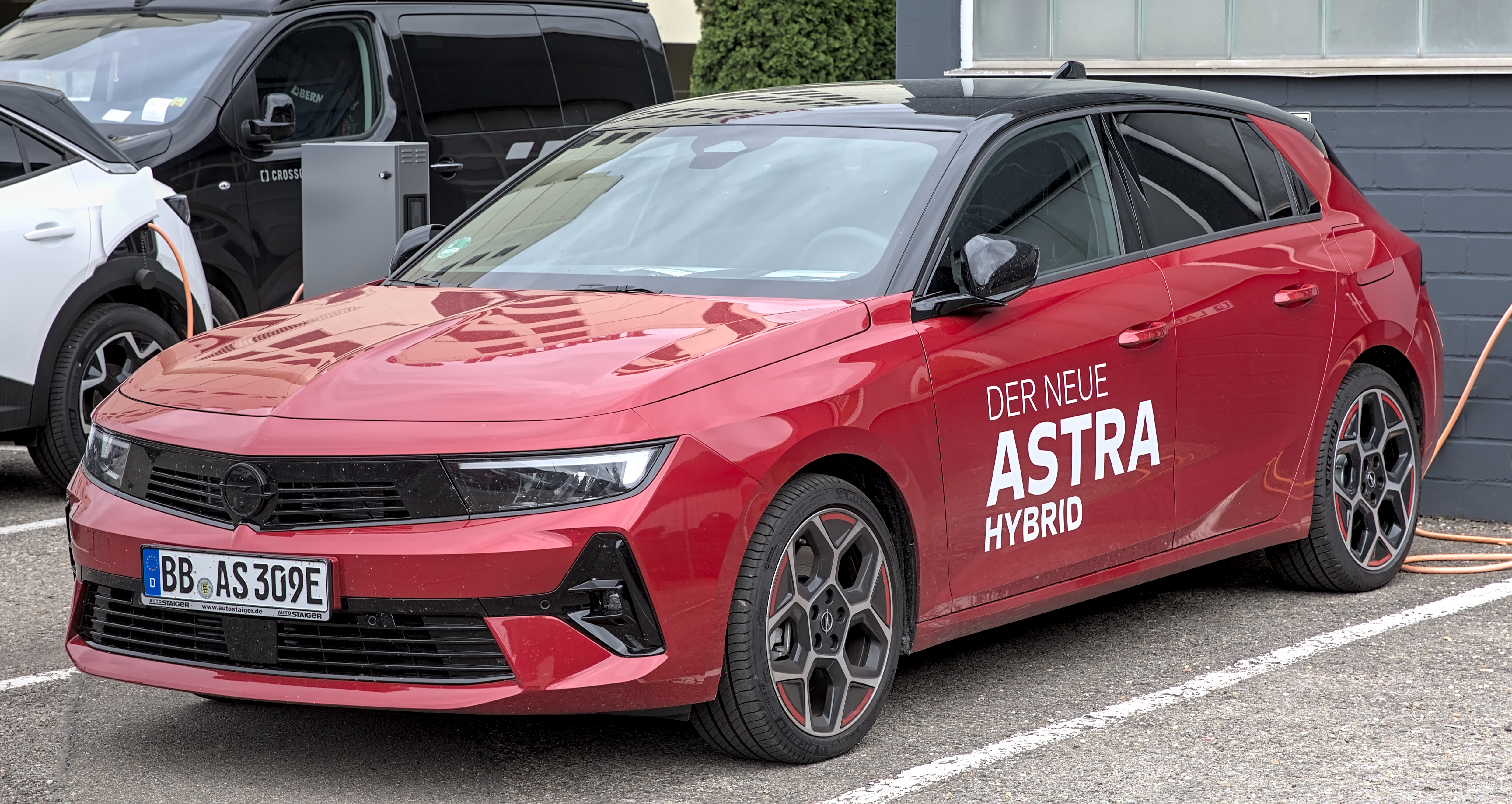
Opel Astra 8 (2021-)

## Astra F(1991 - 2002)
L'Opel Astra F (Opel Astra A) est lancée en juillet 1991 et est restylée à la fin de l'été 1994. La production est arrêtée début 1998 avec l'arrivée de l'Opel Astra G. Elle continue toutefois d'être produite pour l'Europe de l'Est, l'Inde et la Turquie jusqu'en 2002.
Opel choisit ici l'appellation « F » pour souligner la succession de l'Opel Kadett qui a été produite pendant 61 ans. Dans certains pays, comme en Afrique du Sud, l'Opel Astra est encore appelée Opel Kadett (voire Opel Astra 200TS).

## Astra G(1998 - 2011)
L'Opel Astra G a été produite de 1998 à 2011. Elle a été commercialisée en Europe de l'Ouest jusqu'en 2004.

## Astra H(2004 - 2009)
L'Opel Astra H est un modèle du constructeur automobile Opel sorti le 3 avril 2004. Aussi vendu sous la bannière Saturn en Amérique du Nord depuis 2008.

## Astra J(2009 - 2015)

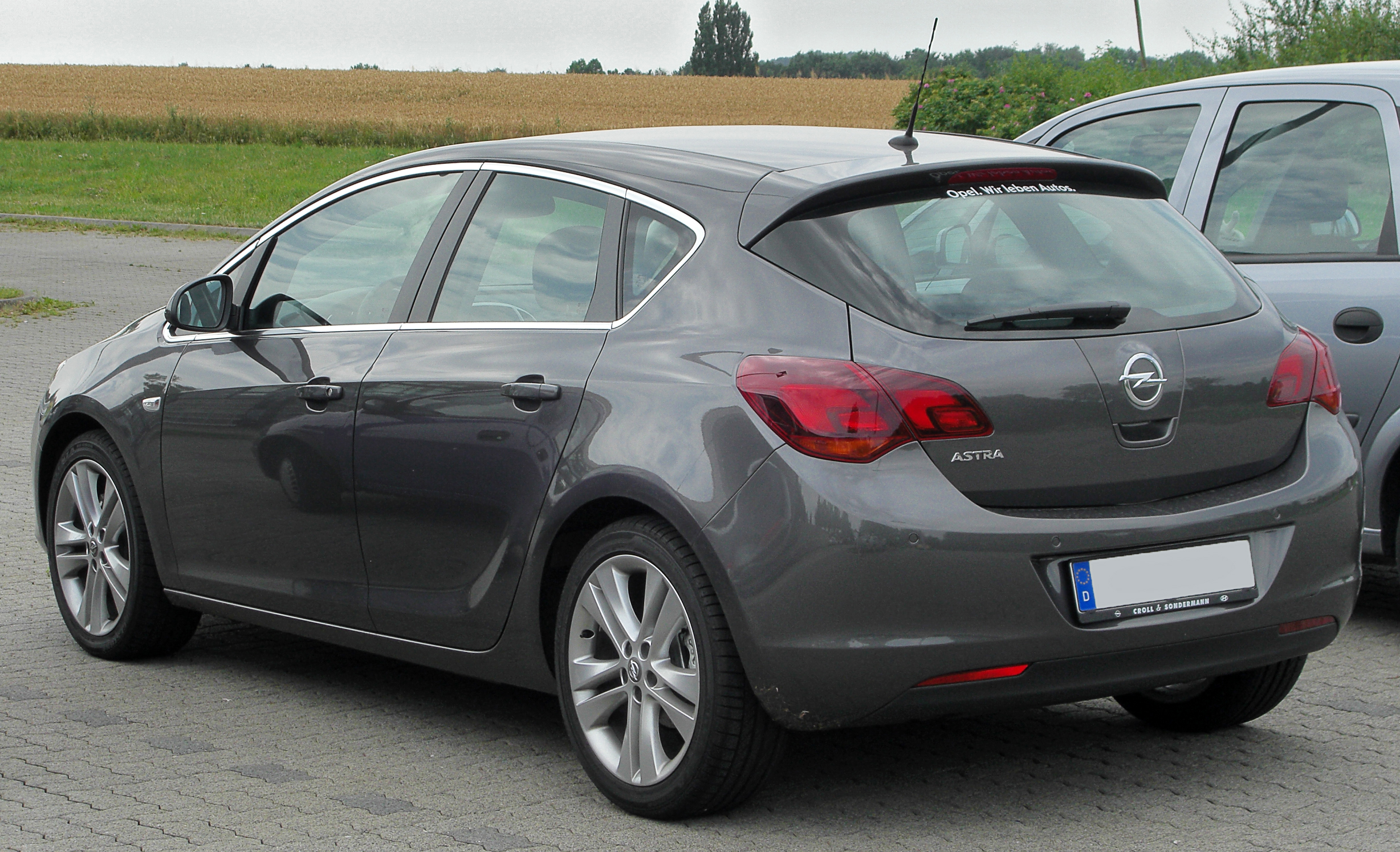
vue-arrière

L'Opel Astra J, quatrième du nom, est un modèle du constructeur automobile Opel qui est sortie en décembre 2009, pour remplacer l'Opel Astra H. Elle reprend le style de l'Opel Insignia. Elle fut officiellement présentée au salon de l'automobile de Francfort, en septembre 2009. Puis est arrivé en octobre 2010, le break Sports Tourer, suivi en 2011 de la version 3 portes coupé GTC et du Zafira.
Elle est vendue en Chine sous le nom de Buick Excelle XT, qui remplace l'Excelle HRV, une Daewoo Lacetti rebadgée.

## Astra K(2015 - 2021)
L'Astra K est dévoilée au salon de l'automobile de Francfort 2015 et commercialisée dans la foulée à partir du 15 septembre 2015. Elle n'existe qu'en berline cinq-portes et en break. Cette version est allégée d'environ 200 kg (selon les modèles) par rapport à sa devancière et malgré des dimensions revues à la baisse, elle est plus habitable.

Elle reçoit le trophée européen de la voiture de l'année 2016.

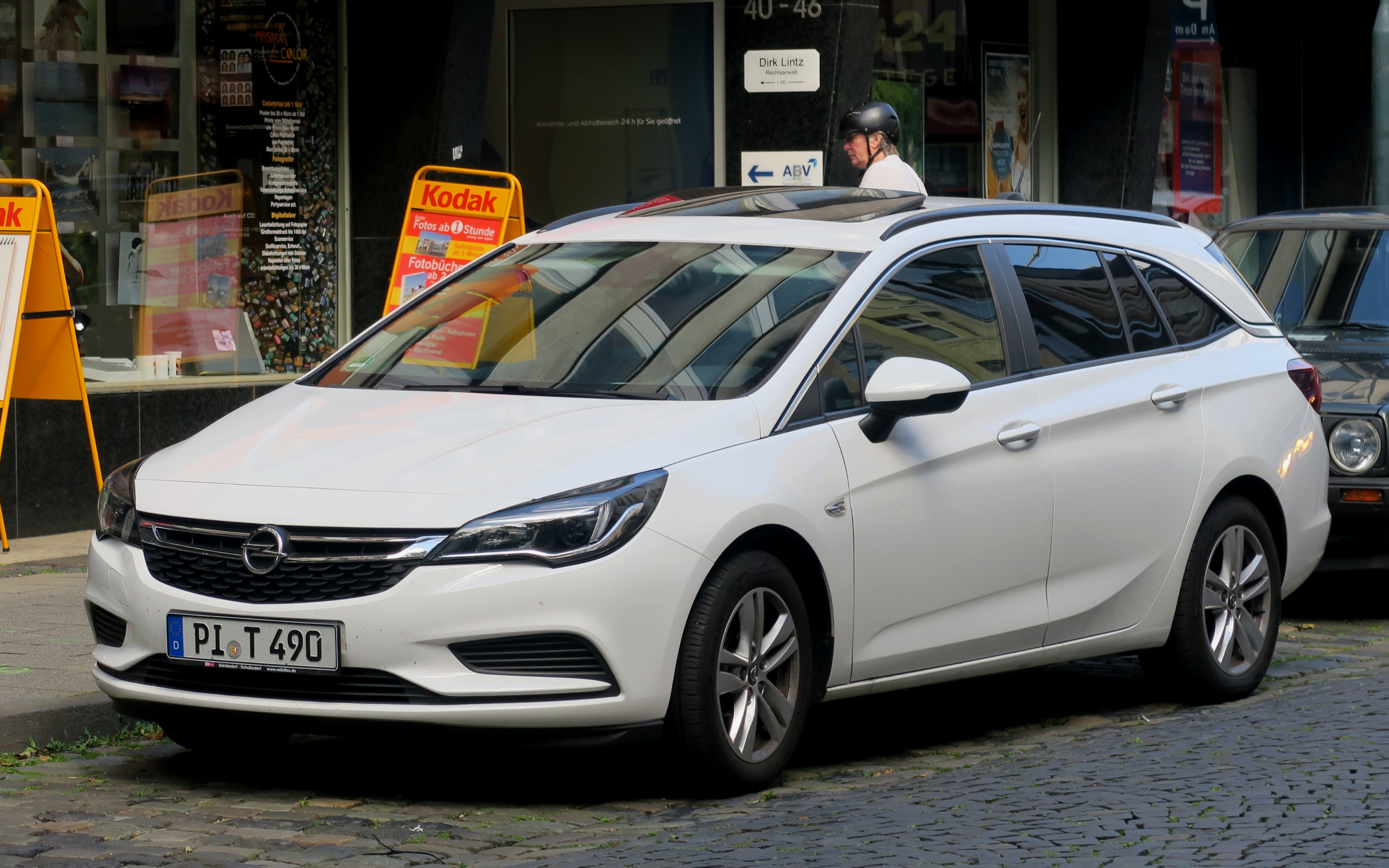
Vue de l'avant (break Sports Tourer)
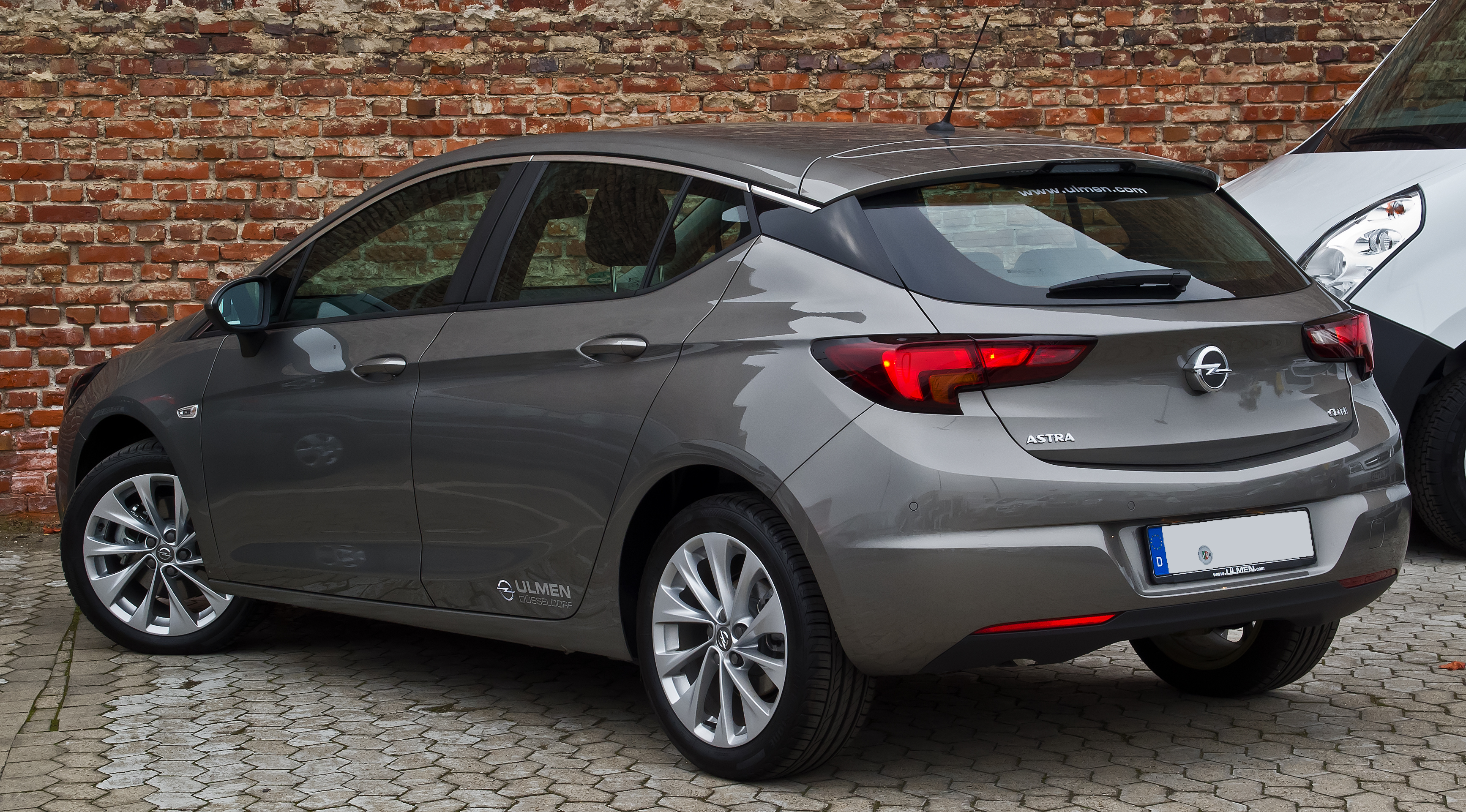
Vue de l'arrière
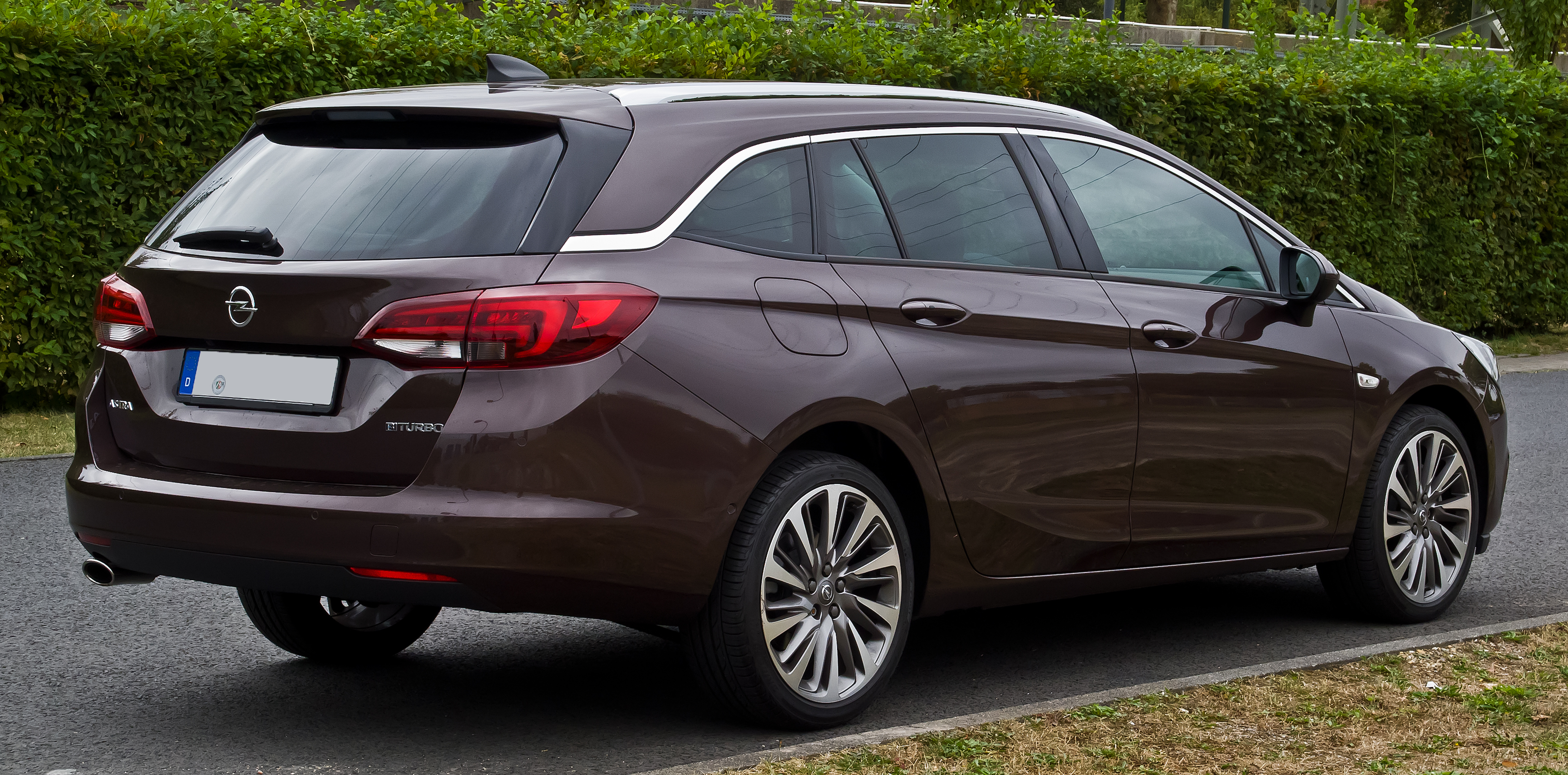
Vue de l'arrière (break Sports Tourer)

### Système multimédia
À son lancement en 2015, l'Astra est le premier modèle de la marque à embarquer de série le système de télématique avancé OnStar qui sera déployé à terme sur l'ensemble des modèles des gammes Vauxhall et Opel.
De plus elle dispose d'une nouvelle installation multimédia, baptisée IntelliLink R 4.0. Via l'écran tactile de 18 cm, ce système permet de piloter un smartphone branché via le port USB. Il intègre Android Auto et Apple CarPlay qui sont compatibles à partir d'Android 5.0 Lollipop et Apple iOS 7.1 à partir de l'iPhone 5.

### Motorisations
|                            | 1.6 CDTi 95 | 1.6 CDTi 110 | 1.6 CDTi 136 | 1.6 CDTi 136 | 1.6 CDTi 160 | 1.0 105     | 1.0 105     | 1.4 125     | 1.4 150     | 1.6 200       |
| -------------------------- | ----------- | ------------ | ------------ | ------------ | ------------ | ----------- | ----------- | ----------- | ----------- | ------------- |
| Moteur                     | 4-cylindres | 4-cylindres  | 4-cylindres  | 4-cylindres  | 4-cylindres  | 3-cylindres | 3-cylindres | 4-cylindres | 4-cylindres | 4-cylindres   |
| Cylindrée (cm3)            | 1 598       | 1 598        | 1 598        | 1 598        | 1 598        | 999         | 999         | 1 399       | 1 399       | 1 599         |
| Puissance maximale ch (kW) | 95          | 110          | 136          | 136          | 160          | 105         | 105         | 125         | 150         | 200           |
| au régime de (tr/min)      | 3 500       | 4 000        | 3 500        | 3 500        | 4 000        | 5 500       | 5 500       | 4 000       | 4 900       | 4 700 à 5 500 |
| Couple maximal (N m)       | 280         | 300          | 320          | 320          | 350          | 170         | 170         | 230         | 230         | 300           |
| au régime de (tr/min)      | 1 500       | 2 000        | 2 000        | 2 000        | 1 500        | 1 800       | 1 800       | 2 000       | 2 750       | 1 700 à 4 700 |
| Boîte de vitesses          | BVM6        | BVM6         | BVM6         | BVA6         | BVM6         | BVM5        | BVA5        | BVM6        | BVM6        | BVM6          |
| Vitesse maximale (en km/h) | 185         | 195          | 205          | 205          | 220          | 200         | 200         | 205         | 215         | 235           |
| 0-100 km/h (en s)          | 12,7        | 11           | 9,6          | 10,3         | 8,6          | 11,2        | 12,7        | 9,5         | 8,5         | 7,0           |
| Consommation (en L/100 km) | 3,7         | 3,5          | 3,9          | 4,5          | 4 à 4,2      | 4,4         | 4,3         | 5,1         | 5,1         | 6,1           |
| Émissions de CO2 (en g/km) | 95          | 93           | 103          | 119          | 108 à 111    | 99          | 96 à 99     | 117         | 117         | 141           |

### Finitions
- Essentia
- Edition
- Dynamic
- Innovation
- Elite

#### Séries spéciales
- S
- Black Edition
- Opel 2020 : cette édition spéciale est basée sur le deuxième niveau de finition. Elle reçoit l'allumage automatique des feux, le capteur de pluie, l'alerte de collision, le freinage automatique d'urgence, l'alerte de changement de voie, sellerie en tissu sport, ciel de toit noir, volant cuir, feux à LED, tapis de sol. À l'extérieur elle est équipée de jantes alliage 16 pouces[9].

### Phase 2
En juillet 2019, Opel restyle son Astra. L'extérieur évolue peu, mais l'intégralité des motorisations ont été revues. De nouveaux blocs 3 cylindres essence et diesel apparaissent. Les motorisations ne sont pas issues du groupe PSA.
L'Astra peut désormais recevoir une nouvelle boîte automatique 9 rapports, une première chez Opel. L'instrumentation devient en partie digitale, elle s'inspire de celle de l'Insigna actuelle.

La dernière Astra produite en Pologne sort des chaînes d'assemblage de l'usine de Gliwice le 30 novembre 2021.

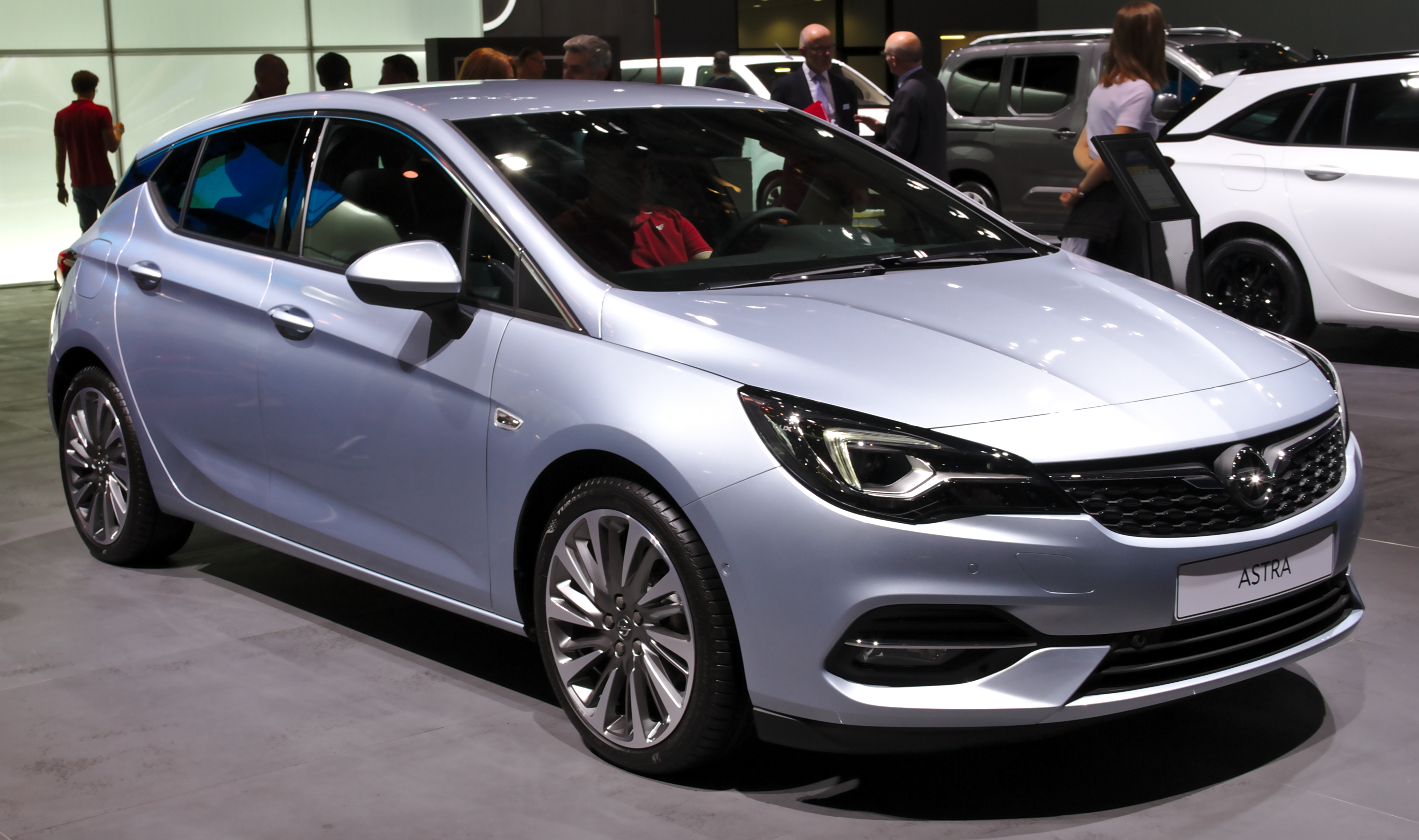
Opel Astra restylée

#### Motorisations
|                                                      | 1.2 Turbo                  | 1.2 Turbo                  | 1.2 Turbo                  | 1.4 Turbo CVT       | 1.5 diesel                 | 1.5 diesel                      | 1.5 diesel                 |                            |
| ---------------------------------------------------- | -------------------------- | -------------------------- | -------------------------- | ------------------- | -------------------------- | ------------------------------- | -------------------------- | -------------------------- |
| Architecture                                         | 3-cylindres essence        | 3-cylindres essence        | 3-cylindres essence        | 4-cylindres essence | 4-cylindres diesel         | 4-cylindres diesel              | 4-cylindres diesel         |                            |
| Admission                                            | Turbocompressé             | Turbocompressé             | Turbocompressé             | Turbocompressé      | Turbocompressé             | Turbocompressé                  | Turbocompressé             |                            |
| Cylindrée (cm3)                                      | 1199                       | 1199                       | 1199                       | 1350                | 1496                       | 1496                            | 1496                       |                            |
| Puissance maximale ch (kW)                           | 110                        | 130                        | 145                        | 145                 | 105                        | 122                             | 122                        |                            |
| au régime de (tr/min)                                | 4500                       | 5500                       | 5500                       | 5000                | 3250                       | 3500                            | 3500                       |                            |
| Couple maximal (N m)                                 | 195                        | 225                        | 225                        | 236                 | 260                        | 300                             | 300                        |                            |
| au régime de (tr/min)                                | 2000                       | 2000                       | 2000                       | 1500                | 1500                       | 1750                            | 1750                       |                            |
| Boîte de vitesses                                    | Manuelle 6 rapports (BVM6) | Manuelle 6 rapports (BVM6) | Manuelle 6 rapports (BVM6) | CVT                 | Manuelle 6 rapports (BVM6) | Automatique à 9 rapports (BVA9) | Manuelle 6 rapports (BVM6) | Manuelle 6 rapports (BVM6) |
| Transmission                                         | Traction                   | Traction                   | Traction                   | Traction            | Traction                   | Traction                        | Traction                   |                            |
| Vitesse maximale (en km/h)                           | 200                        | 215                        | 220                        | 220                 | 200                        | 205                             | 210                        |                            |
| 0-100 km/h (en s)                                    | 10,4                       | 9,9                        | 9,4                        | 9,6                 | 10,6                       | 10,6                            | 10,2                       |                            |
| Consommation (en L/100 km) urbain/extra-urbain/mixte | 4,3                        | 4,3                        | 4,3                        | 4,9                 | 3.6                        | 4,6                             | 3,6                        |                            |
| Émissions de CO2 (en g/km)                           | 101                        | 101                        | 101                        | 110                 | 96                         | 120                             | 110                        |                            |
| Capacité du réservoir (en L)                         | 48                         | 48                         | 48                         | 48                  | 48                         | 48                              | 48                         |                            |
| Masse à vide (kg)                                    | 1180                       | 1180                       | 1180                       | 1245                | 1271                       | 1295                            | 1271                       |                            |
| Norme environnementale                               | Euro 6d Temp               | Euro 6d Temp               | Euro 6d Temp               | Euro 6d Temp        | Euro 6d Temp               | Euro 6d Temp                    | Euro 6d Temp               |                            |

#### Finitions
L'Astra revoit sa gamme et ses finitions (Tarifs de Juillet 2019) :
| 1.2 Turbo 110 ch       | 22 700 € | -        | -        |
| 1.2 Turbo 130 ch       | -        | 25 300 € | -        |
| 1.2 Turbo 145 ch       | -        | -        | 30 500 € |
| 1.4 Turbo 145 ch CVT   | -        | 27 700 € | 32 200 € |
| 1.5 diesel 105 ch      | 25 300 € | 27 000 € | -        |
| 1.5 diesel 122 ch      | -        | 27 800 € | 32 300 € |
| 1.5 diesel 122 ch BVA9 | -        | 29 500 € | 34 000 € |

## Astra L (2021-)

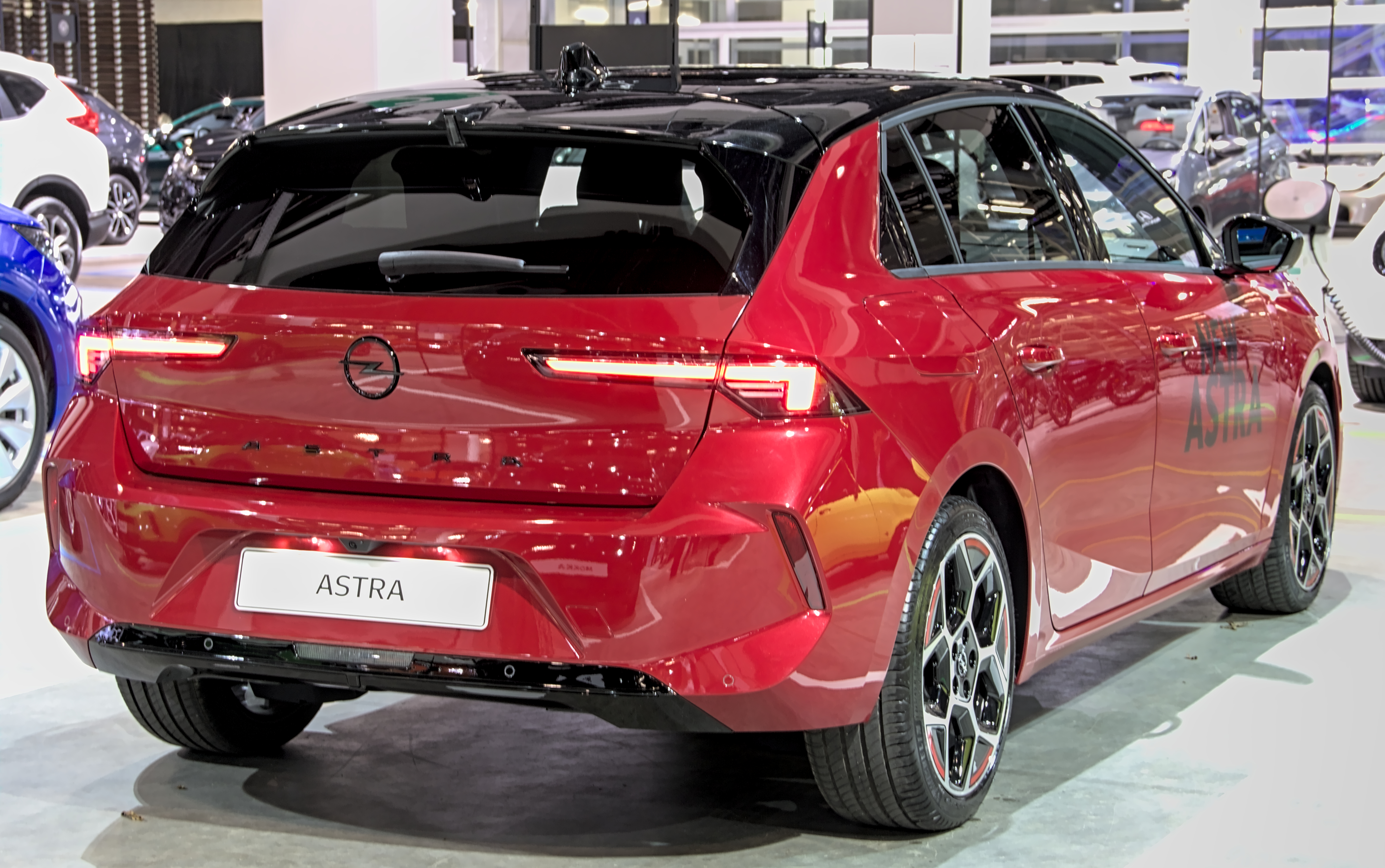
vue-arrière

Cette nouvelle génération est basée sur les Peugeot 308 III et DS 4 II qui sont commercialisées en 2021.
L'Astra L est présenté officiellement le 13 juillet 2021.
Une version break, nommée Sports Tourer, est dévoilée après la berline.
L'Opel Astra L est produite à l'usine de Rüsselsheim, en Allemagne, au même endroit que la DS 4 II avec qui elle partage sa plate-forme EMP2 V3.